# Siri Hustvedt

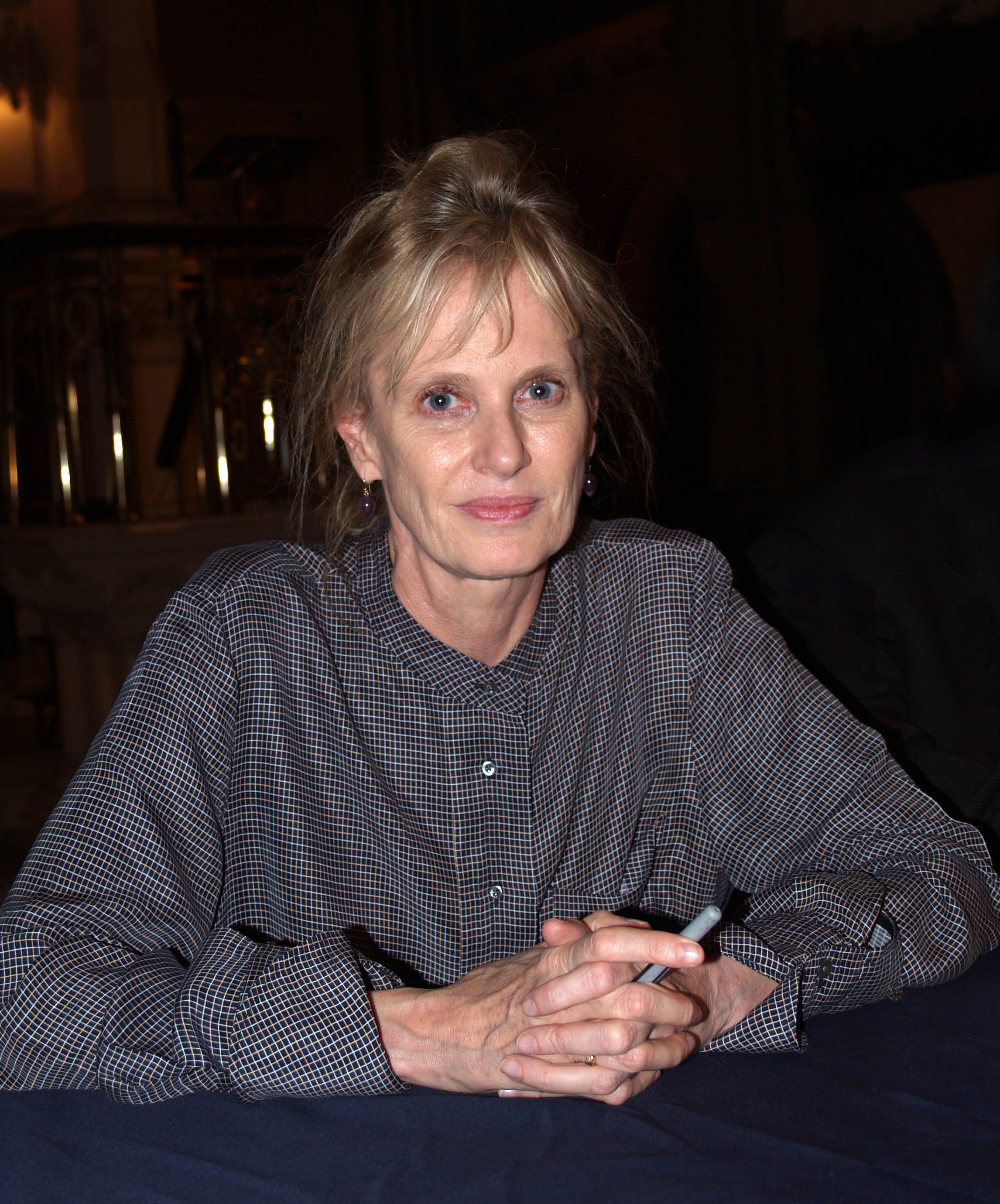
Siri Hustvedt (2014)

Siri Hustvedt [ˈsɪɹɪ ˈhʊstvət] (* 19. Februar 1955 in Northfield, Minnesota) ist eine US-amerikanische Schriftstellerin.

## Leben
Hustvedt ist die älteste von vier Töchtern von Lloyd Hustvedt (1922–2004), einem Professor für norwegische und amerikanische Geschichte, und der in Norwegen geborenen Ester Vegan. Siri Hustvedt wuchs zweisprachig auf. Seit sie vierzehn Jahre alt war, wollte sie Schriftstellerin werden und schrieb schon während ihrer Highschool-Zeit Gedichte. Sie studierte englische Literatur und machte 1986 ihren Abschluss als  PhD an der Columbia University.
1982 heirateten Siri Hustvedt und der Schriftsteller Paul Auster († 2024), den sie ein Jahr zuvor kennengelernt hatte. Das Ehepaar lebte in Brooklyn nahe dem Prospect Park, zeitweise mit ihrer 1987 geborenen Tochter Sophie und Austers Sohn Daniel aus erster Ehe.

## Werk
Ihr erstes, 1981 erschienenes Buch (Reading to You, dt. Ich lese Dir vor (2012)) enthält eine Auswahl bereits während ihres Studiums geschriebener Gedichte. Erst in großem zeitlichen Abstand, bedingt durch die Geburt ihrer Tochter und die aufwendige Gliederung des Stoffes, erschien 1993 ihr Roman Die unsichtbare Frau. Hustvedts bekannteste Romane sind Die Verzauberung der Lily Dahl (1997) und Was ich liebte (2003).
Nach dem Roman Die Leiden eines Amerikaners (2008) erschien im Januar 2010 Die zitternde Frau. Eine Geschichte meiner Nerven. Darin berichtet sie von einem Zittern, das sich in ihrem Körper bemerkbar machte, während sie einen Vortrag hielt. Sie machte sich daran, die Ursache für das Zittern zu finden. In dem Buch referiert sie die Thesen aus Neurologie und Psychologie, an die sie bei dieser Ursachenforschung geriet.
Hustvedt veröffentlicht mittlerweile auch neurowissenschaftliche Artikel und unterrichtet in New York  Ärzte in Narrativer Psychiatrie.
Den Titel für ihren Roman Die gleißende Welt (2015) hat sie von Margaret Cavendish übernommen, deren gleichnamiger Roman eine Inspiration für das künstlerische Schaffen ihrer Hauptfigur Harriet Burden darstellt.
Im Essay Die Illusion der Gewissheit (2018) geht Hustvedt den philosophisch-biologischen Fragen der Trennung von Geist und Gehirn nach. Beeinflusst durch ihr intensives Eigenstudium der Neurowissenschaften stellt sie fest, dass Psychiatrie und Neurowissenschaften mit einem Dualismus zwischen dem Leiblichen und dem Geistigen des Menschen unterlegt sind, den es ihrer Ansicht nach in dieser Trennschärfe nicht gibt. Sie kritisiert die starke Tendenz zur Kategorisierung in den Naturwissenschaften und bemängelt zugleich deren Unschärfe zum Beispiel bei der Definition des Genoms.

## Auszeichnungen
Für die französische Fassung dieses Essays (Les mirages de la certitude) wurde Hustvedt 2019 mit dem Prix européen de l’essai Charles Veillon ausgezeichnet. Ebenfalls 2019 wurde ihr der Prinzessin-von-Asturien-Preis für Literatur zuerkannt.
Sie hat drei Ehrendoktortitel: von der Universität Oslo in Norwegen, der Universität Stendal in Grenoble, Frankreich und 2016 von der Johannes-Gutenberg-Universität Mainz in Deutschland.

## Werke

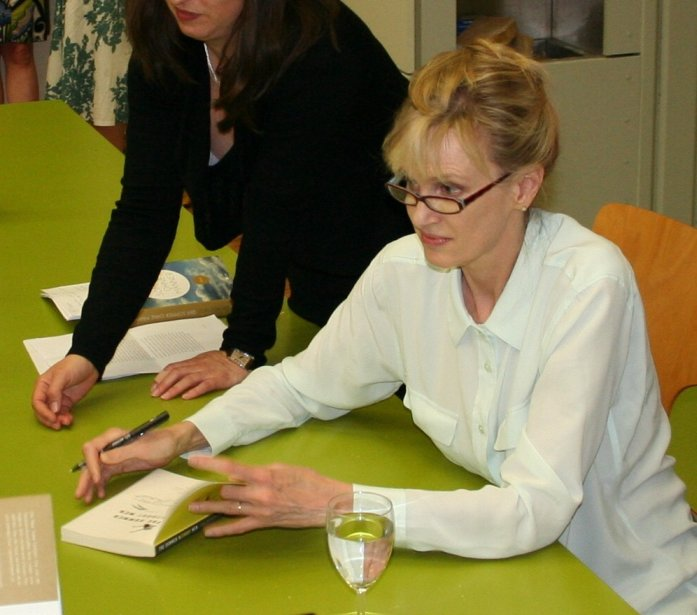
Siri Hustvedt signierend (2011)

- Ich lese dir vor. Gedichte. gutleut verlag, Frankfurt am Main/ Weimar 2012, ISBN 978-3-936826-70-8 (englisch: Reading to You. 1981. Übersetzt von Brigitte Landes).
- Die unsichtbare Frau. Rowohlt, Reinbek 1993, ISBN 3-498-02910-X (englisch: The Blindfold. Übersetzt von Uli Aumüller).
- Die Verzauberung der Lily Dahl. Rowohlt, Reinbek 1997, ISBN 3-498-02942-8 (englisch: The Enchantment of Lily Dahl. A Novel. Übersetzt von Uli Aumüller).
- Nicht hier, nicht dort. Essays. Rowohlt, Reinbek 2000, ISBN 3-498-02952-5 (englisch: Yonder. Essays. 1998. Übersetzt von Uli Aumüller).
- Was ich liebte. Rowohlt, Reinbek 2003, ISBN 3-498-02971-1 (englisch: What I loved. A Novel. Übersetzt von Uli Aumüller, Erica Fischer und Grete Osterwald).
- Mysteries of the Rectangle. Essays on Painting. Princeton Architectural Press, New York 2005, ISBN 1-56898-618-1. Inhaltsverzeichnis online
- Being a Man. Rowohlt, Reinbek 2006, ISBN 3-499-24391-1 (englisch, englisch: A Plea for Eros. Essays. 2006. Übersetzt von Uli Aumüller).
- Die Leiden eines Amerikaners. Roman. Rowohlt, Reinbek 2008, ISBN 978-3-498-02985-2 (englisch: The Sorrows of an American. Übersetzt von Uli Aumüller, Gertraude Krueger).
- Die zitternde Frau. Eine Geschichte meiner Nerven. Rowohlt, Reinbek 2010, ISBN 978-3-498-03002-5 (englisch: The Shaking Woman or A History of My Nerves. 2010. Übersetzt von Uli Aumüller, Grete Osterwald).
- Der Sommer ohne Männer. Rowohlt, Reinbek 2011, ISBN 978-3-498-03010-0 (englisch: The summer without men. 2011. Übersetzt von Uli Aumüller).
- Leben, Denken, Schauen. Essays. Rowohlt, Reinbek 2014, ISBN 978-3-498-03022-3 (englisch: Living, Thinking, Looking. Essays. 2012. Übersetzt von Uli Aumüller, Erica Fischer, Original mit der ISBN 978-1-250-00952-4.). Inhaltsverzeichnis der deutschen Ausgabe
- Die gleißende Welt. Rowohlt, Reinbek 2015, ISBN 978-3-498-03024-7 (englisch: The blazing world. A novel. 2014. Übersetzt von Uli Aumüller).
- Die Illusion der Gewissheit. Rowohlt, Reinbek 2018, ISBN 978-3-498-03038-4 (englisch: The Delusions of Certainty. 2017. Übersetzt von Bettina Seifried).
- Eine Frau schaut auf Männer, die auf Frauen schauen: Essays über Kunst, Geschlecht und Geist. Rowohlt, Reinbek 2019, ISBN 978-3-498-03041-4 (englisch: A Woman Looking at Men Looking at Women: Essays on Art, Sex, and the Mind. 2016. Übersetzt von Uli Aumüller, Grete Osterwald).
- Damals. Rowohlt, Reinbek 2019, ISBN 978-3-498-03041-4 (englisch: Memories of the Future. 2019. Übersetzt von Uli Aumüller, Grete Osterwald).
- Wenn Gefühle auf Worte treffen. Ein Gespräch mit Elisabeth Bronfen. Aus dem Amerikanischen von Grete Osterwald. Kampa Verlag, Zürich 2019, ISBN 978-3-311-14010-8.
- Mütter, Väter und Täter. Essays. Rowohlt, Hamburg 2023, ISBN 978-3-498-00274-9 (englisch: Mothers, Fathers, and Others. 2022. Übersetzt von Uli Aumüller, Grete Osterwald).